# Sveriges facköversättarförening
Sveriges facköversättarförening och Sveriges auktoriserade tolkar (SFÖ-SAT) är en branschorganisation för facköversättare och auktoriserade tolkar, och är Sveriges största översättarorganisation.
SFÖ grundades 1990 som en förening för facköversättare och har 2024 drygt 700 medlemmar. Sedan 2023 är föreningen även öppen för auktoriserade tolkar efter ett samgående med föreningen SAT (Sveriges Auktoriserade Tolkar). Föreningens syfte är att bidra till erfarenhets- och kunskapsutbyte mellan facköversättare och auktoriserade tolkar, tillvarata medlemmarnas gemensamma ekonomiska och juridiska intressen och att informera om utvecklingen inom området professionell översättning och tolkning. SFÖ jobbar också för att synliggöra översättare och tolkar i deras yrkesroll och bygga nätverk mellan professionella översättare, tolkar och uppdragsgivare, bland annat genom en sökdatabas där man kan hitta översättare och auktoriserade tolkar genom att söka på språkkombination och/eller ämnesområde.
En stor del av föreningens arbete sker i arbetsgrupperna. Bland dessa kan nämnas Etiknämnden, Mentorgruppen, Fortbildningsgruppen och språkgrupperna.
SFÖ anordnar regelbundet kurser, konferenser och webbinarier, och det största evenemanget är den årliga konferensen, som flyttar runt mellan olika orter i landet varje år. Föreningen publicerar sedan november 2021 en nättidning som heter e-versättaren.
SFÖ samarbetar bland annat med systerorganisationerna Föreningen Auktoriserade Translatorer (FAT), Norsk fagoversetterforening (NORFAG), Finlands översättar- och tolkförbund (FÖTF), Statsautoriserte translatørers forening (STF) samt Rättstolkarna.